# Rouveen
Rouveen és una població del municipi de Staphorst a la província d'Overijssel, al centre-est dels Països Baixos. El 2006 tenia aproximadament 3.000 habitants.

## Personatges coneguts
- Bert Konterman (1971), futbolista
- Marc Houtzager (1971), genet neerlandès especialitzat en salt a cavall
- Jenita Hulzebosch-Smit (1974), patinadora de velocitat sobre gel